# Mercedes-Benz T 80

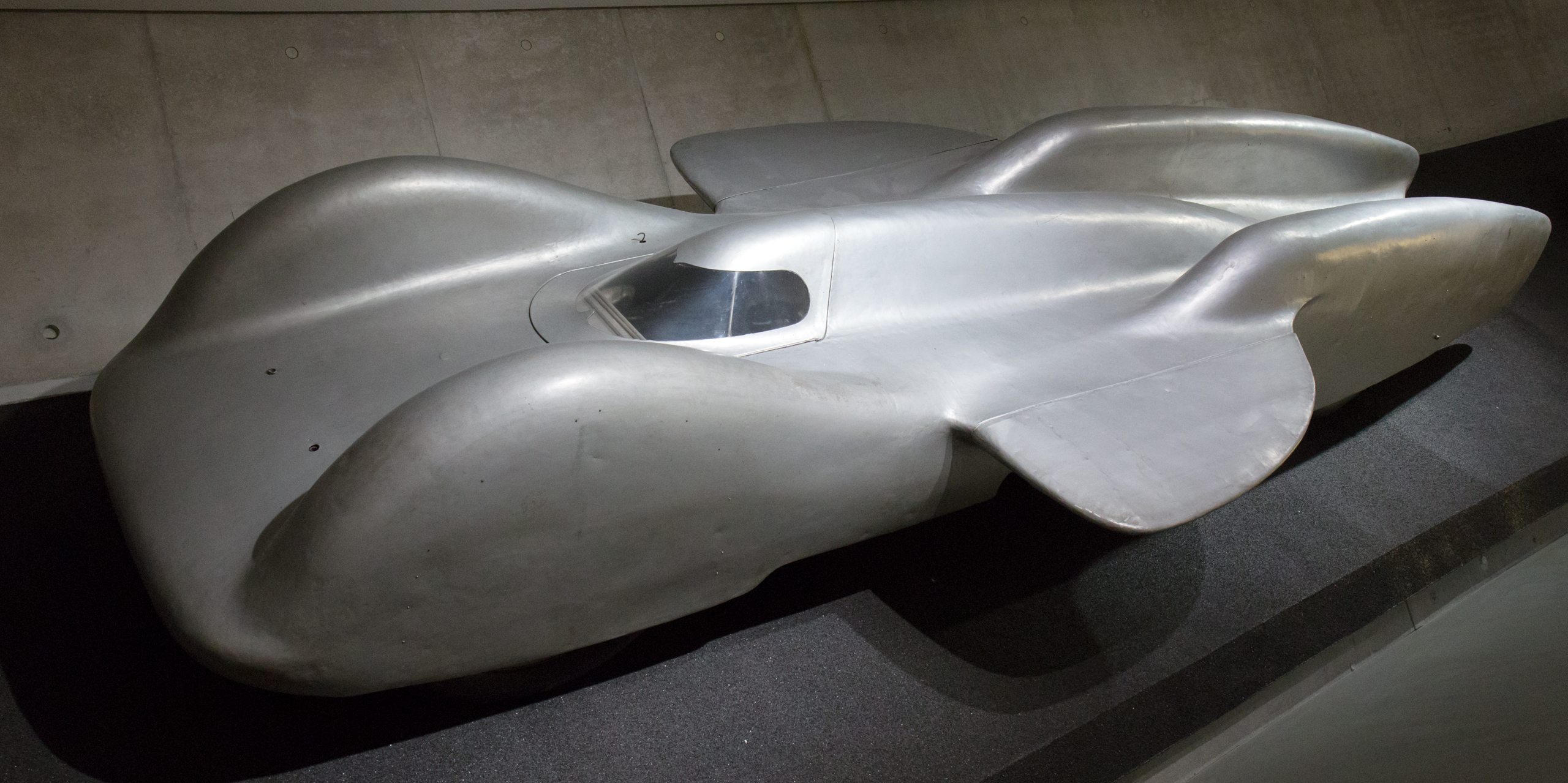
Mercedes-Benz T 80

Der Mercedes-Benz T 80 wurde gebaut, um einen neuen Geschwindigkeitsweltrekord für Landfahrzeuge aufzustellen. Der Prototyp befindet sich heute als Ausstellungsstück im Mercedes-Benz Museum in Stuttgart.

## Geschichte
Der erfolgreiche deutsche Rennfahrer Hans Stuck, der als 36-Jähriger angesichts aufkommender Konkurrenz von jungen Rennfahrern wie Bernd Rosemeyer innerhalb seines Rennstalls Auto-Union unter Druck stand, plante, den Geschwindigkeitsweltrekord für Landfahrzeuge nach Deutschland zu holen. Unterstützung bei seinem Vorhaben erhielt er unter anderem vom Chef des Beschaffungsamtes im Reichsluftfahrtministerium, Ernst Udet. Udet gab schließlich eine mündliche Zusage zur Freigabe zweier Flugzeugmotoren vom Typ Daimler-Benz DB 601 für den Rekordwagen. Daraufhin wandte sich Stuck ab August 1936 an Wilhelm Kissel, den Vorstand der Daimler-Benz AG. So schrieb Stuck beispielsweise am 13. Oktober 1936:

„Mein Lebenswunsch ist es, der schnellste Mann der Welt zu werden. Ich werde dafür auch jedes Opfer und jede Leistung aufbringen.“

Nach langen Überlegungen innerhalb der Daimler-Benz AG wurde der Auftrag für den Bau des Rekordwagens an das Ingenieurbüro des ehemaligen Daimler-Chefkonstrukteurs Ferdinand Porsche vergeben. Ab 1938 lief die Entwicklung des Rekordfahrzeugs Mercedes-Benz T 80 auf Hochtouren. Die vom Flugzeugbauer Ernst Heinkel konstruierte und an Maßstabsmodellen im Windkanal getestete Karosserie erzielte die gewünschten Eigenschaften. Am 12. Oktober 1939 fand der erste Lauf auf dem Rollenprüfstand statt.

## Konstruktion
Als Antrieb war zunächst ein Daimler-Benz-DB-601-Flugmotor geplant, der bereits für die Rekordflugzeuge Messerschmitt Me 109 R und Heinkel He 100 V 2 verwendet wurde. Später war ein Daimler-Benz-DB-603-Motor mit 3.000 PS (ca. 2.200 kW) und 44,5 Liter Hubraum vorgesehen, der leistungsgesteigert bis zu 3.500 PS (ca. 2.600 kW) erreichen und wie in den Flugzeugen hängend eingebaut werden sollte.
Der T 80 hatte drei Achsen. Die Vorderachse diente zur Lenkung, die beiden Hinterachsen dem Antrieb. Im vorderen Drittel saß der Fahrer, in der Mitte war der Motor und hinten das Getriebe (eine feste Übersetzung) eingebaut. Es sollten Spezialreifen der Continental AG mit einem Durchmesser von 1160 mm zum Einsatz kommen, die bei Prüfstandsläufen bereits Geschwindigkeiten von 700 km/h schadlos überstanden hatten.
Die Form der Karosserie wurde durch den Aerodynamiker Reinhard von Koenig-Fachsenfeld beeinflusst. Zur Reduzierung des Radschlupfes verfügte der Wagen über eine spezielle Einrichtung, die bei einer unterschiedlichen Drehzahl von Vorder- und Hinterrädern die Kraftstoffzufuhr zum Motor gedrosselt hätte.

## Planung der Rekordfahrten
Die üblichen Versuchsstrecken für eine derartige Rekordfahrt lagen damals in den Salztonebenen der USA (besonders in den Bonneville Salt Flats in Utah), die allerdings aus Prestigegründen nicht in Frage kamen; der Rekord sollte in Deutschland gefahren werden.
So war die Rekordfahrt schließlich für das Jahr 1940 auf der Rennstrecke Dessau geplant, auf der der Wagen bis zu 600 km/h erreichen sollte. Ein wesentlicher Teil dieser Strecke war ein gerader, rund 10 km langer Abschnitt der Reichsautobahn zwischen Dessau und Halle, bei dem der Mittelstreifen nicht baulich abgesetzt war und die Brücken keine Mittelpfeiler hatten. Heute gehört der Streckenabschnitt zur Autobahn A9. Als Fahrer war Hans Stuck vorgesehen, innerhalb der Daimler-Benz AG gab es jedoch Überlegungen, den eigenen Werksfahrer Rudolf Caracciola einzusetzen. Der Ausbruch des Zweiten Weltkrieges am 1. September 1939 verhinderte aber die geplante Rekordfahrt.

## Technische Daten
|                        | Technische Daten des Mercedes-Benz T 80                                        |
| ---------------------- | ------------------------------------------------------------------------------ |
| Motor:                 | 12-Zylinder-V-Motor, Typ DB 603 RS                                             |
| Bohrung × Hub:         | 162 × 180 mm                                                                   |
| Hubraum:               | 44.500 cm³                                                                     |
| Leistung:              | 3.500 PS (ca. 2.600 kW) bei 3460 min−1                                         |
| Kurbelwelle:           | einteilig, siebenfach gelagert                                                 |
| Motorsteuerung:        | je Zylinderreihe eine obenliegende Nockenwelle, über Königswelle angetrieben   |
| Ventile:               | 2 Einlass-, 2 Auslassventile je Zylinder, hängend, über Schwinghebel betätigt  |
| Aufladung:             | Kompressor, Ladeluftkühlung                                                    |
| Schmierung:            | Trockensumpf-Druckumlaufschmierung                                             |
| Kühlung:               | Glycol                                                                         |
| Getriebe:              | feste Übersetzung                                                              |
| Kupplung:              | Dreischeiben-Kupplung mit automatischem Fliehkraftregler                       |
| Fahrgestell:           | Doppelrohrrahmen                                                               |
| Radaufhängung vorn:    | Doppelte Kurbellenker, Drehstabfedern                                          |
| Radaufhängung hinten:  | Pendelachsen mit Schub- und Zugstreben, Drehstabfedern                         |
| Stoßdämpfer:           | Reibungsstoßdämpfer                                                            |
| Bremsen:               | hydraulisch betätigte Innenbacken-Trommelbremsen (Trommeldurchmesser 500 mm)   |
| Länge:                 | 8240 mm                                                                        |
| Breite:                | 3200 mm                                                                        |
| Höhe:                  | 1270 mm                                                                        |
| Radstand:              | 3550 mm zwischen Vorder- und 1. Hinterachse, 1280 mm zwischen den Hinterachsen |
| Spurweite:             | 1300/1320/1180 mm (vorne/1. Hinterachse/2. Hinterachse)                        |
| Fahrzeuggewicht:       | 2800 kg                                                                        |
| Höchstgeschwindigkeit: | „prognostizierte“ 650 km/h                                                     |